# Sonogno
Sonogno foi uma comuna da Suíça, no Cantão Tessino, com cerca de 96 habitantes. Estendia-se por uma área de 37,6 km², de densidade populacional de 3 hab/km². Confinava com as seguintes comunas: Brione, Chironico, Frasco, Gerra, Lavizzara.
A língua oficial nesta comuna era o Italiano.

## História
Em 17 de outubro de 2020, passou a formar parte da nova comuna de Verzasca.